# PAS-22
PAS-22, также известный как AsiaSat 3 и HGS-1, — бывший геосинхронный спутник связи, который был спасён с непригодной геопереходной орбиты с помощью силы притяжения Луны. 
Спутник стал первым коммерческим и первым негосударственным космическим аппаратом, достигшим окрестностей Луны.
При запуске спутника 24 декабря 1997 года разгонный блок проработал одну секунду вместо запланированных 130 и полезная нагрузка была отделена в аварийном режиме. Для спасения спутника была предложена уникальная траектория, позволявшая использовать гравитацию Луны. Операция по изменение орбиты спутника проходила с 10 апреля по 19 июня 1998 года и закончилась полным успехом. В 2002 году из-за технических проблем на борту спутник был отключён от вещания и переведён на орбиту захоронения. Журнал Aviation Week & Space Technology номинировал участников спасения HGS-1 на премию «Лучшие достижения в космосе» 1998 года.

## История
На момент постройки Asiasat-3 компания Asia Satellite Telecommunications эксплуатировала два телекоммуникационных спутника: Asiasat-1 и Asiasat-2. Первый Asiasat был сделан на основе космической платформы HS-376 (производитель Hughes Space and Communications International), а второй на основе AS-7000 (производитель Astro Space, подразделение General Electric). 
Во время эксплуатации Asiasat-2 возникли проблемы, связанные со снижением эффективности транспондеров Ku-диапазона, что привело к конфликту со страховыми компаниями и грозило судебными разбирательствами. На фоне трудностей с эксплуатацией Asiasat-2, Asia Satellite Telecommunications приняла решение изготовить Asiasat-3 на базе космической платформы HS-601 производства компании Hughes Space and Communications International. Выбор пал на модификацию HS-601HP.

### Конструкция
В феврале 1996 года компания Asia Satellite Telecommunications заключила с Hughes Space and Communications International договор на постройку спутника на основе космической платформы HS-601HP. Размер космического аппарата со сложенными солнечными батареями составлял 3,1 × 3,4 × 4,0 м. С раскрытыми батареями ширина составляла 26,2 м. Масса пустого аппарата составлял 1674 кг, масса полностью заправленного — 3480, а после штатного достижения точки стояния масса должна была составить 2534 кг.
Космический аппарат нёс на борту 28 транспондеров C-диапазона, каждый из которых получал питание от 55-ваттного усилителя на лампах бегущей волны. 16 транспондеров Ku-диапазона имели мощность по 138 Вт каждый и запитывались так же от усилителей на лампах бегущей волны. Две солнечные батареи на основе арсенида галлия должны были вырабатывать до 9900 Вт. 
29 элементов никель-водородной аккумуляторной батареи обеспечивали работу спутника при работе в земной тени.
Антенный комплекс был сконфигурирован так, чтобы в С-диапазоне обеспечить зону охвата, аналогичную спутнику Asiasat-2, а в Ku-диапазоне дублировать покрытие Asiasat-1 в С-диапазоне. Кроме этого предусматривался перенацеливаемый транспондер Ku-диапазона, который мог бы перемещаться по потребностям. Зона охвата перенацеливаемого транспондера была достаточна для покрытия, например, Австралии. После запуска Asiasat-3 компания-оператор планировала перевести на него пользователей Asiasat-1, который собирались передвинуть в точку стояния над 122° в. д. Общая стоимость контрактов по производству и запуску Asiasat-3 составила 220 млн долларов.

### Запуск на орбиту
Asiasat-3 должен был быть запущен 23 декабря 1997 года в 02:19 ДМВ, но в этот день на высоте 10—12 километров был зарегистрирован ветер скоростью 30—40 м/с, что значительно превышает допустимую для ракеты-носителя «Протон» (18 м/с) и старт был отложен.

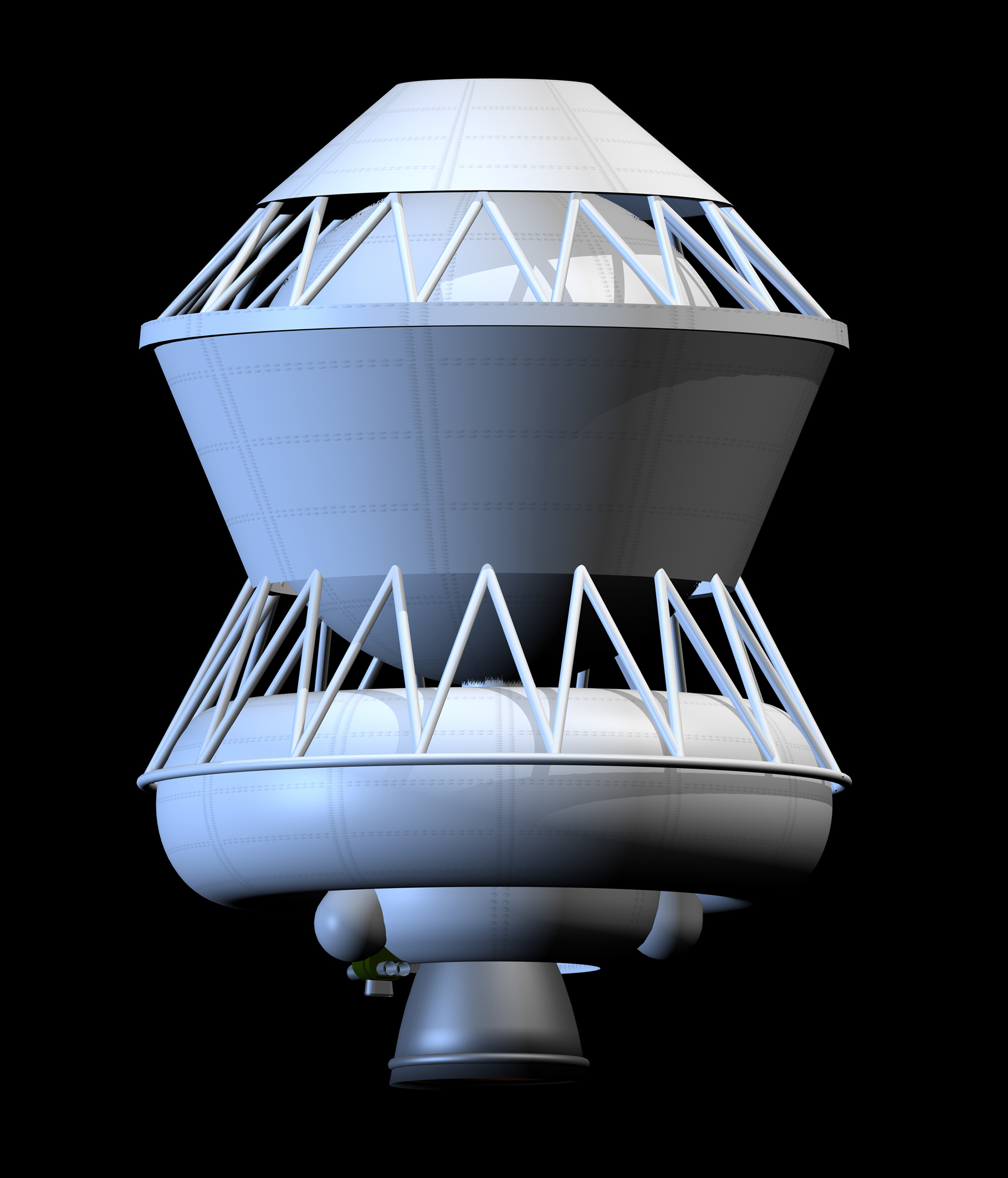
Разгонный блок ДМ3 стал виновником аномальной орбиты Asiasat-3

24 декабря 1997 года в 23:19 GMT (25 декабря в 02:19 ДМВ) с помощью ракеты-носителя «Протон-К» был запущен в космос спутник Asiasat-3. Запуск производился с 23-й площадки космодрома Байконур силами боевых расчётов космических сил РВСН. Через 580 секунд связка «разгонный блок ДМ3 + Asiasat-3» была выведена на опорную орбиту. Первое включение разгонного блока прошло успешно, и связка вышла на первую переходную орбиту. Через шесть часов после старта в 08:39 ДМВ произошло второе включение разгонного блока, но вместо штатных 130 секунд он проработал одну. Двигатель отключился, и произошло аварийное отделение полезной нагрузки. В результате космический аппарат вышел на нерасчётную орбиту:
|                   | Целевые параметры | Фактические параметры |
| ----------------- | ----------------- | --------------------- |
| наклонение орбиты | 13,15° ±0,15°     | 51.37°                |
| перигей           | 9650 ±400 км      | 203 км                |
| апогей            | 36000 ±150 км     | 36008 км              |
| период обращения  | 13:47:45 ±550 с   | 636 мин               |

Аварийный спутник получил международное обозначение 1997—086A и номер по спутниковому каталогу NORAD — 25126. В связи с Asiasat-3 возник необычный юридический казус, связанный с национальной принадлежностью спутника. Штаб-квартира заказчика спутника Asia Satellite Telecommunications находилась в Гонконге, который с 1 июля 1997 года вошёл в состав КНР. В преддверии этого события в мае 1996 года Asia Satellite Telecommunications была перерегистрирована на Бермудских островах, которые находятся под британской юрисдикцией. Таким образом, с юридической точки зрения Asiasat-3 являлся британским. НАСА в своих сводках Группы орбитальной информации однозначно относила космический аппарат к юрисдикции КНР.
Первые (неофициальные) версии причин, приведших к аварии разгонного блока, были связаны с возможным прогаром газогенератора двигательной установки ДМ3. Для определения причин аварии была сформирована специальная комиcсия.
Это был восьмой коммерческий запуск ракеты-носителя «Протон-К» в интересах иностранного заказчика и восьмой запуск данного типа ракеты-носителя в 1997 году. «Протон» был изготовлен на ГКНПЦ имени Хруничева, разгонный блок ДМ3 на РКК «Энергия», который был адаптирован для космической платформы HS-601. Для крепления спутника к разгонному блоку использовался переходник SAAB Ericsson-1666.
На пресс-конференции, прошедшей 25 декабря, исполнительный директор компании Asiasat Питер Джексон (англ. Peter Jackson) заявил, что компания «намерена только скорректировать орбиту спутника, чтобы не допустить его падения в населённых районах». Такая реакция на аварийную ситуацию объяснялась тем, что запаса топлива на борту не хватало для довыведения космического аппарата на целевую орбиту. Обозреватель журнала «Новости космонавтики» М. Тарасенко оценил ситуацию словами: «„вытягивание“ КА „Asiasat-3“ с нынешней орбиты является делом совершенно безнадёжным».
Для предотвращения неконтролируемого падения на Землю орбита Asiasat-3 была подкорректирована с помощью бортовой двигательной установки и перигей был поднят до 350 км.

### Расследование аварии
27 декабря 1997 года была создана Межведомственная комиссия, председателем которой был назначен первый заместитель директора ЦНИИмаши Н. А. Анфимов. Комиссия была создана совместным распоряжением Генерального директора РКА Ю. Н. Коптева и Главнокомандующего РВСН В. Н. Яковлева; приступила к работе 30 декабря и должна была представить своё заключение на утверждение в РКА и РВСН до 30 января 1998 года.
После анализа телеметрии было сформировано четыре официальных версии аварии:
- несрабатывание двигательной установки СОЗ;
- недостаточная мощность бустерного насоса турбонасосного агрегата двигателя;
- отказ клапана газогенератора двигателя;
- попадание на вход рабочего колеса насоса окислителя повышенного количества газообразного кислорода.

Расследование показало, что при отделении разгонного блока от третьей ступени ракеты-носителя «Протон-К» аномалий не наблюдалось. Бортовые системы разгонного блока до момента аварии работали штатно и команды выдавались в соответствии с циклограммой полёта. Системы подачи топлива и запуска двигателя в невесомости работали штатно.
Ситуация на борту стала меняться после подачи команды на второе включение двигателя: температура стенки газовода после турбины (параметр Т-74) стала резко расти и через 0,2 с достигла примерно 700 °C (нормальное значение — 400—430°С). Через 0,2-0,25 секунд все параметры двигательной установки стали аномальными. Одновременно были зарегистрированы аномальные отклонения по тангажу, рысканию и вращению, что говорило о появлении значительной боковой силы. Эта же боковая сила отклонила камеру сгорания основного двигателя. Телеметрия показала, что после появления боковой силы стало снижаться давление в баке горючего, что было однозначно связано с повреждением бака. Эти данные позволили сделать вывод, что произошёл прогар газовода после турбины турбонасосного агрегата маршевого двигателя разгонного блока. Реактивная струя, бьющая из места прогара, создала непредусмотренную боковую силу. Эта же струя прожгла топливный бак.
Комиссия обнаружила, что за 4 месяца до этой аварии по этой же причине произошла авария разгонного блока при наземных испытаниях, которые проводила РКК «Энергия», но эта информация не была обнародована. Обозреватель российского журнала «Новости космонавтики» В. Воронин обратил внимание, что очень похожая ситуации возникла при аварии 25 декабря 1996 года, которая произошла во время запуска межпланетной станции «Марс-96».
Проведённые в РКК «Энергия» испытания подтвердили обстоятельства аварии. В итоге была принята версия о попадании газообразного кислорода через увеличенные зазоры в насос окислителя:
Причиной невыхода двигателя РБ на режим при втором включении явился срыв напора насоса окислителя через ~ 0,2 секунды от команды на второй запуск. Срыв напора насоса окислителя произошёл вследствие попадания на вход рабочего колеса насоса окислителя повышенного количества газообразного кислорода из полости охлаждения упорного подшипника через увеличенные зазоры в плавающих кольцах из-за выработки антифрикционного покрытия.
Представитель РКК «Энергия» В. М. Филин заявил, что подобный дефект могут иметь восемь разгонных блоков, из которых два находились на Байконуре в разной степени готовности к запуску. В соответствии с рекомендациями Межведомственной комиссии все разгонные блоки прошли обследование и замену дефектных подшипников. По требованию люксембургской компании SES были проведены дополнительные испытания разгонного блока, который должен был выводить спутник Astra-2A.

### Идея спасения спутника
После выплаты страховки спутник Asiasat-3 перешёл в собственность Hughes Global Services Inc. и получил название HGS-1.
По одной из версий первым идею использовать гравитационный манёвр у Луны выдвинул Эдвард Белбрано (англ. Edward Belbruno). 12 января он, узнав о произошедшей аварии, позвонил в Hughes и получил данные по орбите спутника. После этого он связался с Рексом Риденуром (англ. Rex Ridenoure), с которым ранее работал в JPL, где они принимали участие в реализации миссии японского лунного АМС Hiten. 16 января, после консультаций с Кертисом Поттервельдом (англ. Curtis Potterveld), компании Hughes был предложен вариант спасения HGS-1 с облётом Луны. Вариант Бельбрано предполагал длительность операции 3—5 месяцев и выход далеко за орбиту Луны. Компанию Hughes не устраивала такая вытянутая орбита — у компании и на самом спутнике не было средств для дальней связи. Но сама идея гравитационного манёвра понравилась компании.
Руководитель группы астродинамики Крис Катронео (англ. Chris Cutroneo) отмечал, что обращение Бельбрано не сыграло важной роли в разработке орбиты спасения спутника, но послужило стимулом к поиску решения проблемы. По его мнению идея спасения Asiasat-3 с помощью гравитационного манёвра вокруг Луны полностью принадлежала главному технологу Hughes Space and Communications Джерри Сальваторе (англ. Jerry Salvatore) и была придумана им самостоятельно. Вице-президент Hughes Global Services и руководитель программы спасения спутника Марк Скидмор утверждал, что идея родилась во время случайного разговора между Джерри Сальваторе и Рональдом Свенсоном на автостоянке. Важную помощь в расчётах орбиты оказал Сезар Окампо (англ. Cesar Ocampo), использовавший программный пакет Satellite Tool Kit от Analytical Graphics, Inc.. Впоследствии орбита, разработанная Джерри Сальваторе и Сезаром Окампо, была запатентована. Для определения точных параметров орбиты аварийного спутника пригласили Тома Мартина (англ. Tom Martin).
Руководство компании Hughes приняло решение ограничить распространение информации о подготовке к спасению спутника и полностью прервать отношения с Эдвардом Белбрано и его коллегами, а после успешного окончания спасательной операции представители Hughes ни разу официально не упоминали об участии сторонних специалистов. Впоследствии этот шаг осуждался и привёл к судебным разбирательствам. «Это сокрытие представляет собой серьёзную несправедливость со стороны известной корпорации по историческим событиям и наносит ущерб этическому поведению в аэрокосмическом сообществе» сказал в своей статье Сезар Окампо в 2006 году.

### Реализация
Компания Hughes Global Services начала операцию по переводу HGS-1 на геостационарную орбиту без привлечения внимания к своим действиям. С 10 по 12 апреля было проведено два тестовых включения двигательной установки, которые не оказали влияния на параметры орбиты. Первая информация о том, что аппарат начал маневрировать, стала известна из двухстрочных элементов орбиты космических аппаратов, которые представляются Космическим командованием США и распространяются Группой орбитальной информации Центра им. Годдарда. 12 апреля 1998 года был произведён первый манёвр, который привёл к увеличению апогея до 63 460 км. Второй манёвр был произведён 14 апреля примерно в 18:15 UTC, после чего апогей вырос до 74 120 км, а период обращения увеличился до 1512 мин. 16 апреля примерно в 20:40 UTS было произведено третье включение бортового двигателя, что привело к увеличению апогея до 87 800 км, а периода обращения до 1882 мин. 18 апреля около 03:50 UTC был произведён очередной манёвр, поднявший апогей до 108 500 км и увеличивший период обращения до 2490 мин. После этого были включения двигателя 23, 26 и 30 апреля, которые перевели аппарат на орбиту с апогеем 320 000 км, период — около 7,8 суток. Более точную информацию по последним манёврам было трудно получить, так как двухстрочные элементы предназначены для работы в стандартной модели движения SDP4, которая не рассчитана для орбит с эксцентриситетом больше 0,9.
Для обеспечения стабилизации космического аппарата во время манёвров и движения по орбите были развёрнуты две параболические антенны, а сам аппарат был закручен вокруг продольной оси. При этом солнечные батареи не разворачивались. Питание бортовых электросистем производилось от двух внешних секций солнечных панелей, расположенных на боковых гранях спутника. Площадь доступных секций 5,5 м2, которые в идеале (при трёхосной стабилизации) могли выдавать 2,2 кВт энергии.
Важной проблемой во время осуществления манёвров стала проблема определения количества топлива на борту спутника. Президент Hughes Global Services Роберт Свенсон (англ. Robert V. Swanson) так определил ситуацию: «Поскольку мы прежде ничего подобного не делали, мы не знаем точно, сколько топлива истратим. Конечно, мы исходим из наилучших оценок, базирующихся на 35-летнем опыте производства и эксплуатации КА, а также на компьютерном моделировании, однако нет никаких гарантий».
7 мая около 9:00 UTC на борт аппарата была передана программа манёвра, по которой 8 мая около 00:42 UTC было произведено двухминутное включение двигателя. Именно этот манёвр отправил космический аппарат к Луне. Включение проводилось вне зоны радиовидимости, и информация о результате манёвра была получена только через полчаса.
13 мая в 18:52 UTC HGS-1 вошёл в радиотень Луны, из которой вышел в 19:20. Минимальное расстояние до поверхности Луны было достигнуто в 19:55 UTC и составило 6248 км. Сама Луна находилась над точкой поверхности Земли с координатами 17,99° ю. ш. и 87,41° в. д. Расстояние между центрами Земли и Луны в этот момент составляло 389 627,9 км. В результате гравитационного манёвра вокруг Луны произошло изменение наклонения орбиты космического аппарата от 52,1° до 18,2°. При этом перигей вырос от 400 до 36 000 км. 17 мая в 03:00 UTC во время прохождения перигея космический аппарат совершил ещё один манёвр и перешел на 15-суточную орбиту ожидания. 18 мая Рональд Свенсон заявил: «Хотя первый пролёт Луны был полностью успешным и все поставленные нами задачи выполнены, тем не менее мы всегда говорили, что будем пытаться получить наилучшую орбиту из возможных. Второй пролёт Луны позволит получить существенно лучшую орбиту и тем самым увеличит привлекательность аппарата для потенциальных пользователей. Мы не планируем каких-либо дополнительных пролётов Луны, поскольку они сведут на нет достигнутые улучшения».
2 июня в 02:40 UTC было произведено очередное включение двигательной установки, которое после 30 минут работы перевело HGS-1 на траекторию второго сближения с Луной с апогеем 488 000 км. 6 июня в 16:30 UTC спутник прошёл на расстоянии 34 300 км от лунной поверхности. В этот момент Луна находилась над точкой 9,43° ю. ш. и 72,95° в. д., а расстояние между центрами Луны и Земли составляло 397 042,4 км. Этот проход вокруг Луны изменил наклонение орбиты космического аппарата от 18,2° до 10,2°. 14 июня в 16:15 UTC произошло включение двигателя на 46 мин., после чего наклонение плоскости орбиты изменилось до 8,85°. После дополнительного двухминутного манёвра, произведенного в 17:50 UTC,
была сформирована орбита 35 900 на 82 300 км. Далее последовало несколько манёвров с целью перевода спутника на околостационарную орбиту. 16 июня в 14:29 UTC было произведено включение двигательной установки на 28 мин., что сформировало орбиту 35 870 на 45 000 км, с наклонением орбиты 8,75° и периодом обращения 28 часов. 17 июня в 18:29 UTC был произведён манёвр, который перевёл аппарат на орбиту с апогеем 35 634 и перигеем 35 865 км, наклонением орбиты 8,72° и периодом обращения 1434,3 мин. Двумя короткими манёврами 19 июня была произведена стабилизация орбиты, и с этого момента HGS-1 находился на геосинхронной орбите, пересекающей экватор над Тихим океаном в диапазоне долгот 157°32' — 56°33' з. д. (высота орбиты — 35 684 на 35 899, период обращения 1436,4 минуты), наклонение орбиты составляло 8,70°. Траектория космического аппарата имела вид восьмёрки с серединой около экватора и крайними точками на широте 8,7° в северном и южном полушариях.
Эта орбита имела свои недостатки: для приема или передачи сигнала необходимо было иметь антенну, которая отслеживает положение космического аппарата на небе. Это было невозможно для пользователей с домашними антеннами, но возможно для пользователей на морских судах, где антенны имеют специальные приводы.
Для контроля за движением аппарата использовались радиотехнические, оптические и радиолокационные средства, которые были разбросаны по разным континентам. Управление аппаратом осуществлялось с помощью наземной станции управления PanAmSat в Филлморе (Калифорния). Общие затраты на спасение спутника составили около 1 млн долларов США.
|  | Группа управления [переводом спутника на штатную орбиту с использованием лунного манёвра] выполнила выдающуюся работу. Все прошло так, как и было предсказано. Это подтверждает применимость этой техники для будущих полётов. |

В июне 1998 года компания Hughes Space and Communications International прислала письмо в Институт прикладной математики им. М. В. Келдыша РАН на имя Вячеслава Васильевича Ивашкина с выражением признательности за ранее разработанную теорию перехода на геостационарную орбиту с использованием лунного поля тяготения. Именно эти исследования легли в основу математических моделей, позволивших осуществить столь беспрецедентную операцию по спасению спутника.
Журнал Aviation Week & Space Technology номинировал участников спасения HGS-1 на премию «Лучшие достижения в космосе» 1998 года. Во время 50-го Международного астронавтического конгресса, проходившего 4-8 октября 1999 года в Амстердаме, Джерри Сальваторе и Сезар Окампо (англ. Cesar Ocampo) выступили с докладом, посвящённым спасению спутника.

### Дальнейшая эксплуатация
Когда спутник занял стабильную орбиту, он получил команду выпустить солнечные панели, сложенные во время взлёта и маневрирования. Лишь одна из двух солнечных панелей смогла раскрыться. Инженеры-разработчики объяснили это тем, что из-за нестандартной орбиты спутник подвергался экстремальным температурным перепадам, что повредило механизм раскрытия солнечной батареи. В апреле 1999 года HGS-1 был приобретён компанией PanAmSat, переименован в PAS-22 и перемещён в точку стояния 60° в. д. В июле 2002 года он был отключен и перемещён на орбиту захоронения.

## AsiaSat 3S
9 марта 1998 года Asia Satellite Telecommunications объявила, что взамен Asiasat-3 будет изготовлен и запущен на орбиту спутник Asiasat-3S. Новый спутник связи является полным аналогом Asiasat-3: изготовитель Hughes Space and Communications International Inc., космическая платформа HS-601. Для запуска снова была выбрана связка «Протон-К»—ДМ3. Комментируя выбор ракеты-носителя, исполнительный директор Питер Джексон заявил: «Хотя окончательные результаты расследования не были преданы огласке, первоначальные указания таковы, что причины были установлены и „Протон“ вскоре возобновит пуски… Мы уверены, что эксперты по „Протону“ предпримут все необходимые меры, чтобы обеспечить успешный запуск Asiasat 3S». Asiasat-3S был успешно выведен на орбиту 21 марта 1999 года с космодрома Байконур ракетой-носителем «Протон-К» в связке с разгонным блоком ДМ3.

## Комментарии
1. ↑  Это был первый перенос старта «Протона-К» по погодным условиям с момента начала эксплуатации ракеты-носителя
2. ↑  Salvatore, Jeremiah O., and Ocampo Cesar A. (Assignee: Hughes Electronics Corporation) U.S. Patent 6,116,545, «Free return lunar flyby transfer method for geosynchronous satellites», Filed April 9, 1998; 
Salvatore, Jeremiah O. and Ocampo, Cesar A. (Assignee: Hughes Electronics Corporation) U.S. Patent 6,149,103, «Free return lunar flyby transfer method for geosynchronous satellites having multiple perilune stages», filed May 15, 1998;